# La pequeña Dorrit (serie de televisión)
Little Dorrit (en español, La pequeña Dorrit) es una serie para televisión de 2008 dirigida por el británico Adam Smith, Dearbhla Walsh, y Diarmuid Lawrence. El guion televisivo de Andrew Davies se basa en la novela homónima de Charles Dickens, publicada originalmente entre 1855 y 1857.
La serie es una producción conjunta de la BBC y la estadounidense PBS miembro de la estación WGBH Boston. Originalmente fue transmitido por la BBC One y BBC HD, a partir del 26 de octubre de 2008 con un primer episodio de 60 minutos, seguido de 12 episodios de media hora y un final de 60 minutos. En los Estados Unidos, que salió al aire en cinco episodios, como parte de la serie de PBS obra maestra 'del 29 de marzo y 26 de abril de 2009. En Australia, los episodios se combinaron en siete partes en el ABC1 todos los domingos a las 8:30 p. m. del 27 de junio de 2010 y desde entonces se ha repetido en UKTV.

## Sinopsis
La serie de 14 episodios, comienza con el nacimiento de Amy Dorrit (Claire Foy), dentro de la cárcel para deudores de Marshalsea.
Veinte años más tarde, Arthur Clennam (Matthew Macfadyen), regresa a Londres con su madre, después que estar fuera muchos años, tras la muerte de su padre. La madre de Arthur, una persona mala y que desprecia a su hijo, vive con sus sirvientes, Flintwinch y su esposa Affery, empleando como costurera a la “pequeña Dorrit”. Arthur y Amy se conocen en la casa y ella pronto se enamora de él.
Intrigado por el interés y buen trato de su madre con la joven, Arthur conoce a William Dorrit y comienza a investigar el origen de la deuda. Mientras tanto, reanuda relación con su ex prometida y corteja a una señorita que había conocido en el camino de regreso a Inglaterra.
En casa de la jovencita, conoce a Daniel Doyce, un inventor en busca de capitales, con el que se hace socio.
Gracias al señor Pancks, descubre que el señor Dorrit es heredero de una fortuna que lo sacará de la cárcel. El carácter agradable del anciano, al liberarse y tener nuevo estatus, cambia. Se vuelve pedante, orgulloso y, el nivel social del señor Clennam le parece poca cosa, además de recordarle su pasado en la cárcel. Él y su familia, se irán al continente, separando a Amy de su amigo Arthur.
Mientras la historia se desarrolla, también crece la intriga sobre las últimas palabras del padre de Arthur, cartas que esconde su madre y, la aparición de un francés de oscuro pasado y malvado, que pretende extorsionar a la Sra. Clennam con la revelación de un secreto.
Después de un escándalo financiero, en el cual la compañía floreciente de Doyce & Clennam, pierde su capital, Arthur es llevado a la prisión de Marshalsea. Allí se enferma y Amy, que regresó luego de la muerte de su padre, va a cuidarlo. Arthur se da cuenta lo que siente por ella, pero no desea para ella una vida de pobreza y sufrimiento. Amy le informa que es pobre nuevamente porque su padre había invertido el dinero en el mismo banco que él. La Sra. Clennam le comunica a Amy el secreto que guarda, presionada por el francés que la chantajea. El socio de Arthur vuelve rico de su gira por Rusia y lo libera. Después de una vida de sufrimientos, Amy y Arthur se casan. Así concluye la historia.
Los aspectos técnicos de la serie están muy bien cuidados, el vestuario, los lugares, la presentación. Las actuaciones son muy buenas, especialmente, la Sra. Clennam (Judy Parfitt) y el Sr. Dorrit (Tom Courtenay).

## Elenco
- Claire Foy ..... Amy Dorrit
- Matthew Macfadyen ..... Arthur Clennam
- Judy Parfitt ..... Mrs. Clennam
- Tom Courtenay ..... William Dorrit
- Andy Serkis ..... Rigaud/Blandois
- Eddie Marsan ..... Mr. Pancks
- Emma Pierson ..... Fanny Dorrit
- James Fleet ..... Frederick Dorrit
- Arthur Darvill ..... Edward "Tip" Dorrit
- Anton Lesser ..... Mr. Merdle
- Amanda Redman ..... Mrs Merdle
- Sebastian Armesto ..... Edmund Sparkler
- Alun Armstrong ..... Jeremiah/Ephraim Flintwinch
- Sue Johnston ..... Affery Flintwinch
- Georgia King ..... Pet Meagles
- Alex Wyndham ..... Henry Gowan
- Bill Paterson ..... Mr. Meagles
- Janine Duvitski ..... Mrs. Meagles
- Ruth Jones ..... Flora Casby Finching
- John Alderton ..... Christopher Casby
- Annette Crosbie ..... Flora's Aunt
- Zubin Varla ..... Daniel Doyce
- Russell Tovey ..... John Chivery
- Ron Cook ..... Mr. Chivery
- Freema Agyeman ..... Tattycoram
- Maxine Peake ..... Miss Wade
- Jason Thorpe ..... Jean-Baptiste Cavalletto
- Jason Watkins ..... Mr. Plornish
- Rosie Cavaliero ..... Mrs. Plornish
- Eve Myles ..... Maggy Plornish
- Pam Ferris ..... Mrs. Hortensia General
- Skye Bennett as Girl
- Ian McElhinney as Mr. Clennam